# Aydınlar (Honaz)
Aydınlar ist ein Dorf im Landkreis Honaz der türkischen Provinz Denizli. Aydınlar liegt etwa 37 km südöstlich der Provinzhauptstadt Denizli und 16 km südöstlich von Honaz. Aydınlar hatte laut der letzten Volkszählung 525 Einwohner (Stand Ende Dezember 2010).